# Louise Berthe Fouet
Pour les articles homonymes, voir Fouet.
Louise Berthe Fouet est une peintre française, née le 2 mars 1858 à Paris et morte le 10 octobre 1935 à Courbevoie.

## Biographie
Elle se marie le 27 janvier 1881 à Paris 10e, à Jules Paul Bordier (1858-1916).
Elle est l’élève de Mme Mallon de 1878 à 1880, et également de M. Knéringer en 1880. Active à Paris où elle expose aux Salons de 1878 à 1880,, son atelier est situé 61 rue de Lancry de 1878 à 1880,.

## Œuvres
- Pêches, pastel, Salon de 1878 (no 2937)[2],[3]
- Prunes', pastel, Salon de 1879 (no 3621)[2],[3]
- Chrysanthèmes, peinture, Salon de 1880 (no 1482)[2],[3]